# Marie Russak
Marie Russak, també coneguda com a Marie Hotchener o Marie Barnard (Four Corners, comtat de Butte, Califòrnia, 7 d'octubre de 1865- 4 de març de 1945, Hollywood, Califòrnia) fou una cantant d'òpera i també una arquitecta nord-americana.

## Primers anys
Marie Russak va néixer com a Mary Ellen Barnard, filla del jutge Allyn Matther Barnard i Sarah Ann McIntosh de Califòrnia; Quan va ser l'hora, va prendre el nom artístic de Marie Ellene Barna, que després canviaria pel cognom del seu segon marit.

## Carrera musical
Estudià música en el Mills College d'Oakland, al 1884. Primer va ensenyar música a San Francisco, i després va començar la seva carrera com a cantant, amb la banda de John Philip Sousa i també amb la Boston Symphony. També va cantar amb la Damrosch Opera Company i actuà en diverses ciutats europees.

## Activitats filosòfiques
Cap al 1898 s'interessà en els ensenyaments de la teosofia i col·laborà amb Annie Besant en els diversos camps d'activitat de la Societat Teosòfica.
Quan es va retirar dels escenaris, es va traslladar a París el 1901. i entre 1906 i 1910 visqué a Adyar, Madràs, Índia, on aprofundí en els estudis d'esoterisme. Participà activament en la Comaçoneria –o organització maçònica internacional– i el 1912, amb Annie Besant, cofundaren l'Orde del Temple de la Rosa-Creu. Fomentà les activitats de la Rosa-Creu fins que el grup es dissolgué el 1918 a causa de la Primera Guerra Mundial. No conforme amb la dissolució, Russak continuà treballant en la Societat Teosòfica i contactà a Califòrnia amb Harvey Spencer Lewis, que el 1915 havia fundat l'Orde Rosa-Creu Amorc.

## Carrera arquitectònica
A l'Índia, Marie Russak va conèixer una arquitectura que més endavant inspiraria els edificis teosòfics que construiria a Beachwood, tot i no tenir cap formació arquitectònica acadèmica. És d'especial interés el treball arquitectònic realitzat per Marie Russak, que encara pot apreciar-se, a la Colònia Krotona, Califòrnia, una de les tres grans colònies teosòfiques dels Estats Units, que presenta uns dissenys inspirats en l'arquitectura islàmica de l'Índia, i en els estils colonials, moriscs i missioner.

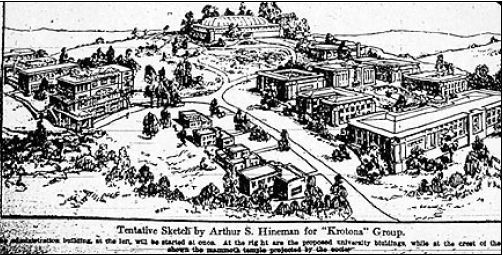
Krotona el 1912

La carrera arquitectònica de Russak va tenir el suport d'un altre teòsof: Henry Hotchener, un inversor immobiliari que va comprar aquells terrenys a Los Angeles i va fer possible construir Krotona Colony el 1912. Una de les creacions més conegudes de Marie Russak és Moorcrest, acabada al 1921, que va ser llogada a Charlie Chaplin abans de la seua venda el 1925 als pares d'una altra actriu, Mary Astor.

## Vida personal
Es va casar primer amb el professor, autor i més tard guanyador del premi Pulitzer Justin Harvey Smith el maig de 1892 a Boston, Massachusetts; es van divorciar el 1895. Al 1899 es casà amb el productor d'òpera i banquer Frank Russak a Rhode Island. Es va casar amb Henry Hotchener el juliol de 1916.